# Большое Волково (Удмуртия)
Большо́е Во́лково — деревня в Вавожском районе Удмуртии, входит в состав муниципального образования Большеволковское сельское поселение. Административный центр Большеволковского сельского поселения.
Урбанонимы:
- улицы — Заречная, Молодёжная, Центральная

## Население
| 2010 | 2012 |
| ---- | ---- |
| 521  | ↘511 |